# ジュリアン・ブライアン

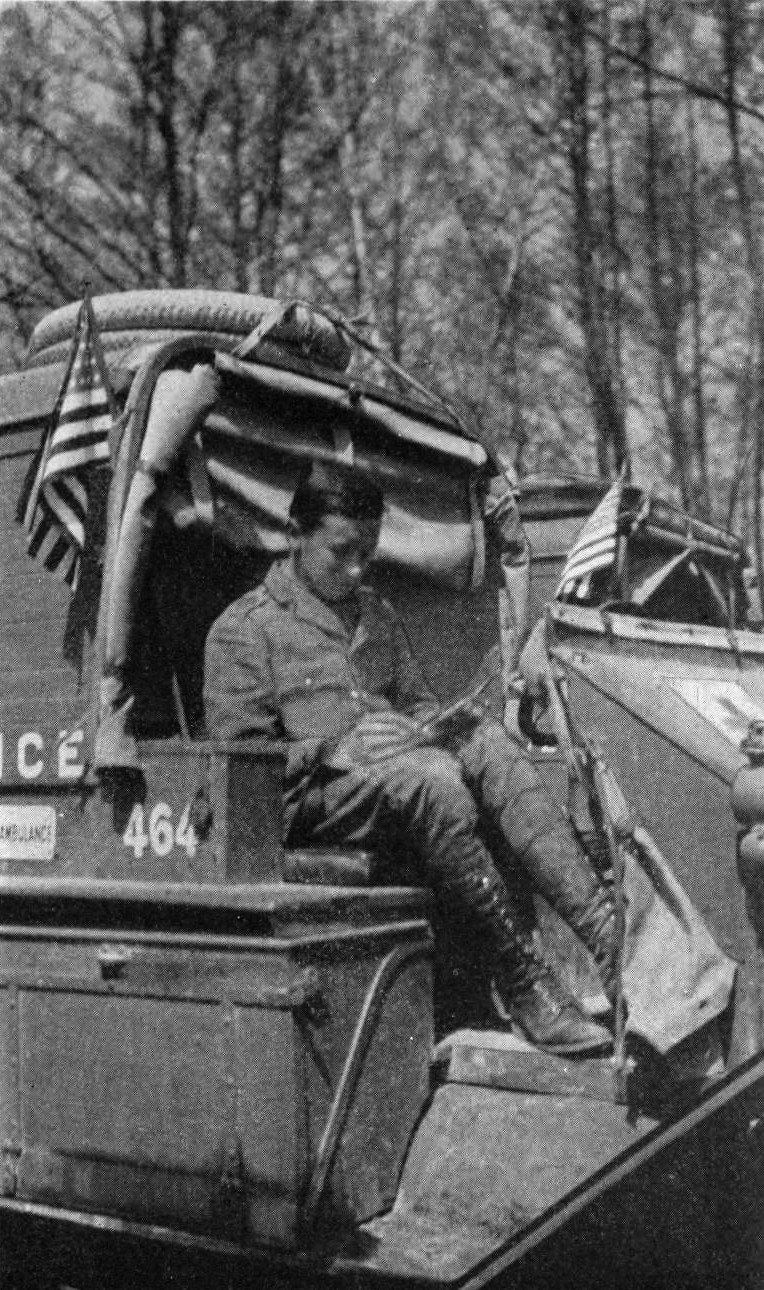
1917年、フランスで「救急車第464号」を執筆するブライアン

ジュリアン・ブライアン（Julien Hequembourg Bryan、1899年5月23日 - 1974年10月20日）は、アメリカ合衆国の写真家、映画製作者、ドキュメンタリー作家。1935年から1939年までのポーランド・ソビエト連邦・ナチス・ドイツの日常を撮影したドキュメンタリー作品でよく知られる。1974年、ポーランド侵攻の真実を公表するために最後にポーランドを訪問した際に、ポーランド文化功労賞（Zasłużony dla Kultury Polskiej）を受賞している。

## 第二次世界大戦前
ブライアンはペンシルバニア州タイタスビルに、長い伝道歴を持つ長老派教会長老の息子として生まれる。
ハイスクール卒業後、17歳で第一次世界大戦に参戦中のフランス陸軍を支援するアメリカ野戦奉仕団で奉仕活動に加わり、ヴェルダンとアルゴンヌで救急車を運転した。その体験を自身が撮影した写真を付して『救急車第464号』（Ambulance 464）に著した。

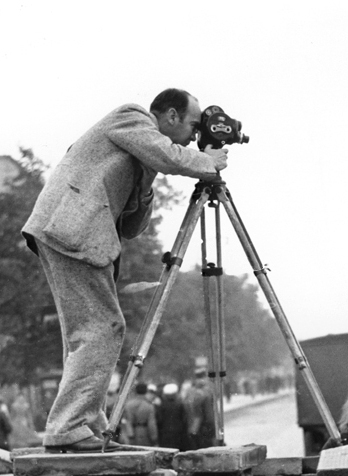
1939年、ワルシャワで 映画「Siege (包囲)」を撮影中のブライアン

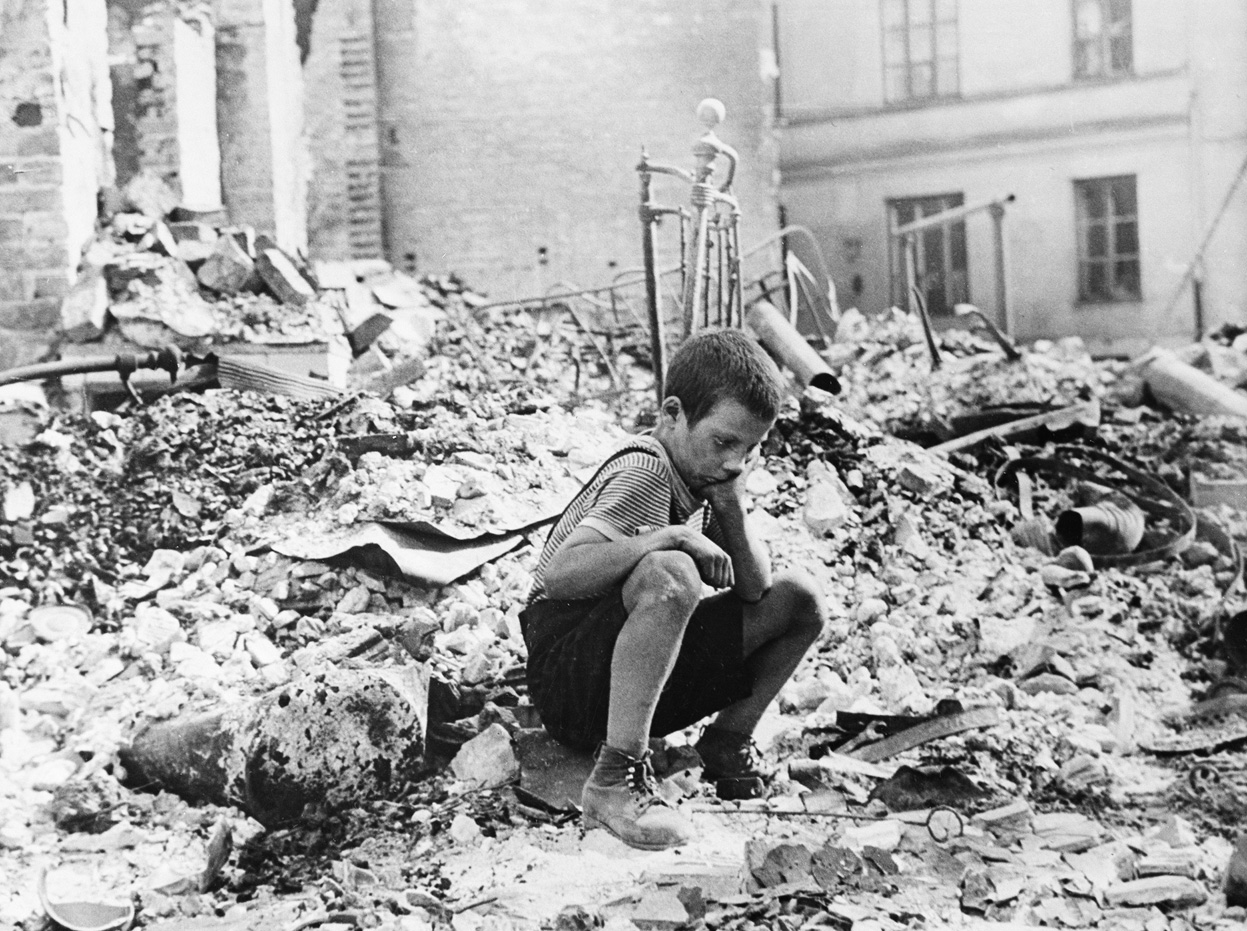
ワルシャワ包囲を撮影したブライアンの写真の一枚

ブライアンはプリンストン大学を1921年に卒業し、聖職者に進むことを選ばなかったにもかかわらずユニオン神学校を修了した。その後、ニューヨークブルックリン区のYMCAに進んだ。
この時期、ブライアンは写真撮影や映画制作、旅行記の執筆をしながら世界をめぐり始める。訪問した国についてのスライドショーをおこなうことで旅費を確保し、ERPIを含む多くの企業に写真を販売した。旅行で撮影した写真の多くは、アメリカ合衆国ホロコースト記念博物館のスティーヴン・スピルバーグ写真映画アーカイブで見ることができる。
中国、コーカサスおよびグルジア（1933年）、ソビエト連邦（1930年、1935年）、ドイツ（1937年）、スイスおよびオランダ（1939年）の旅行を通じて、人間的関心に基づく映画を年代記のように生み出した。ナチス・ドイツで撮影した写真と映画は、党大会や路上での日常生活、反ユダヤ宣伝とナチスの指導者たちを年代順に記録している。それらは2本の映画『March of Time』に取り込まれた。ブライアンのスライド講演会は、カーネギー・ホールを含むコンサートホールで開かれた。

## 第二次世界大戦
ブライアンはドイツのポーランド侵攻を、1941年9月3日に列車でワルシャワに向かう途中で知った。ブライアンは9月7日、外国人・外交官・政府機関がすべて避難したワルシャワに、ライカのスチルカメラ、ベル&ハウエルの映画カメラと6000フィートのフィルムを携えて到着した。ワルシャワ市長のステファン・スタルツィンスキー（Stefan Starzynski）と面会し、市長はブライアンに自動車・案内人・通訳を与え、ワルシャワ中の旅行と撮影を許可した。9月7日から21日までの2週間、数百枚の写真と5000フィートの映画で、ワルシャワ包囲（en）とドイツ空軍による戦略爆撃を記録した。ブライアンは当時ワルシャワにいた唯一の外国人ジャーナリストという点で特筆される。また、ポーランドラジオ放送（Polskie Radio）を通じて、アメリカのフランクリン・ルーズベルト大統領に対して、敵機の爆撃の標的とされているワルシャワ市民を救うよう訴えた。ワルシャワ滞在中は、放棄されたアメリカ領事館で暮らした。
9月21日、ドイツが中立国民の東プロイセン経由での出国を認めると言明したのちにワルシャワを後にした。ケーニヒスベルクでは所持品没収のおそれから、現像済フィルムを密かに持ち出すことを決意する。ブライアンはアメリカから来た旅行者仲間が集めた土産のガスマスク容器にフィルムを隠し、一説では映画フィルムのいくつかは胴体に巻き付けたという。
1939年秋にニューヨークに到着後、ブライアンは写真の一部を出版した。『ライフ』は10月23日号に15枚の写真を、『ルック』（Look）12月5日号には別の26枚の写真が掲載された。
ブライアンは1940年に「Siege（包囲）」と題した短編ドキュメンタリー映画（Siege (film)）を制作し、RKOからリリース するとともに、同名の著書を出版した。この映画は翌年のアカデミー賞でアカデミー短編映画賞にノミネートされた。
1940年、ブライアンはOCIAA（Office of the Coordinator of Inter-American Affairs）に雇われ、ラテンアメリカの文化や習俗を伝える23本の教育映画を制作した。その後、国務省が、合衆国について別の5本の映画を作るためにブライアンを雇った。

## 第二次世界大戦後
ジュリアン・ブライアンは1946年に早くもポーランドに戻っている。連合国救済復興機関の一員として、グダニスクとワルシャワを再訪した。破壊されたグダニスクの場面をとらえた映像は、この都市の戦後の映像としてはおそらく最初のものである。
1958年、ブライアンは改めてポーランドを訪れ、1939年にワルシャワで撮影した数百枚の写真を出版した。日刊紙「Express Wieczorny」と組んで新聞1面に掲載した1939年の画像それぞれについて大規模なキャンペーンを企画した。それは「ご自分、知り合い、家や街路についておわかりになりますか？当紙はアメリカの写真家ジュリアン・ブライアン氏が1939年に包囲されたワルシャワで撮影した写真の主人公を見つけるのを援助しています」という言葉が添えられたものだった。写真について何か知っている読者は、その情報を持って新聞社のオフィスに来るよう依頼された。このようにしてブライアンは、写真に写った人々の物語と出会い、記録した。この経験を記した著書『ワルシャワ：1939年包囲　1959年再訪』（Warsaw: 1939 siege, 1959 Warsaw Revisited）は1959年にポーランドで出版された。
1945年、ブライアンは国際フィルム財団（International Film Foundation (IFF)）を設立し、残りのキャリアで学校向けの短編映画を制作した。子息のサム・ブライアン（Sam Bryan）が1960年にIFFに加わった。1974年、ポーランド政府から記録写真に対する勲章を授与されて2ヶ月後にブライアンは亡くなった。
死後、IFFはサムによって運営された。2003年、サムは父がヨーロッパで戦争中に撮影した写真と映画をアメリカ合衆国ホロコースト記念博物館に寄贈した。現在、ブライアンの作品の多くはアメリカ議会図書館およびホロコースト記念博物館のスティーヴン・スピルバーグ写真・映画アーカイブに所蔵されている。2006年、短編映画「Siege（包囲）」は、アメリカ議会図書館司書（Librarian of Congress）によってアメリカ国立フィルム登録簿に「他に類を見ない、残忍でおぞましい戦争の記録」として登録された。また、アカデミー賞にノミネートされた。